# Buellia cretacea
Buellia cretacea är en lavart som beskrevs av F. Wilson 1890. Buellia cretacea ingår i släktet Buellia och familjen Caliciaceae.   Inga underarter finns listade i Catalogue of Life.